# Calcio Femminile Jolly Cutispoti Catania 1978
Questa voce raccoglie le informazioni riguardanti la Jolly Cutispoti Catania nelle competizioni ufficiali della stagione 1978.

## Rosa
Rosa.
| N. |                   | Ruolo | Calciatore        |
| -- | ----------------- | ----- | ----------------- |
|    | Italia (bandiera) | P     | Mariella Virgilio |
|    | Italia (bandiera) | P     | Pina Loritto      |
|    | Italia (bandiera) | P     | Aida Rienzi       |
|    | Italia (bandiera) | D     | Maria Caruso      |
|    | Italia (bandiera) | D     | Carmen Summa      |
|    | Italia (bandiera) | D     | Rita Pedrali      |
|    | Italia (bandiera) | D     | Rosa Belviso      |
|    | Italia (bandiera) | D     | Giovanna Löbau    |
|    | Italia (bandiera) | C     | Adriana Musumeci  |
|    | Italia (bandiera) | C     | Teresa Lonero     |

| N. |                   | Ruolo | Calciatore        |
| -- | ----------------- | ----- | ----------------- |
|    | Italia (bandiera) | C     | Mimma Greco       |
|    | Italia (bandiera) | C     | Patrizia Onorato  |
|    | Italia (bandiera) | C     | Maria Carrubba    |
|    | Italia (bandiera) | C     | Milena Macaolo    |
|    | Italia (bandiera) | C     | Marinella Macaolo |
|    | Italia (bandiera) | A     | Caterina Zuccaro  |
|    | Italia (bandiera) | A     | Liliana Mammina   |
|    | Scozia (bandiera) | A     | Rose Reilly       |
|    | Italia (bandiera) | A     | Nadia Coci        |

## Staff tecnico
- Allenatore: Saro Coci
- Direttore tecnico: Giovanni Prevosti